# Stigmella charistis
Stigmella charistis (лат.) — вид молей-малюток рода Stigmella (Nepticulinae) из семейства Nepticulidae.
Эндемик Южной Африки: ЮАР (Natal). Гусеницы питаются растениями вида Grewia occidentalis (семейство Липовые), минируют верхнюю поверхность листьев. St. charistis близок к виду Stigmella abutilonica Scoble, 1978, отличаясь крупными размерами и яркими желтоватыми краями крыльев. Вид был описан южноафриканским энтомологом Л. Вари (Dr L. Vari; Transvaal Museum, ЮАР).
В апикальной части передних крыльев развиты две жилки: R4+5 и M.